# Schwarzschwanz-Präriehund

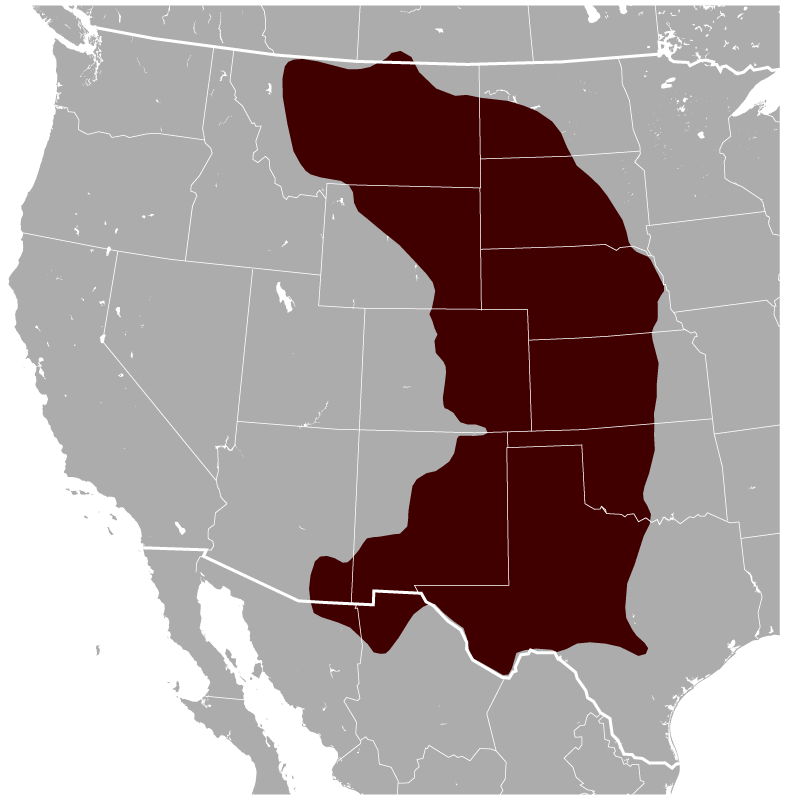
Verbreitungsgebiet (braun)

Der Schwarzschwanz-Präriehund (Cynomys ludovicianus) ist eine in Nordamerika lebende, zur Ordnung der Nagetiere gehörende Art der Präriehunde aus der Unterfamilie der Erdhörnchen. Er verdankt den Namen „Präriehund“ seinem Lebensraum, der Prärie, und seinen Warnrufen, die die frühen Siedler an das Bellen von Haushunden erinnerten.

## Merkmale

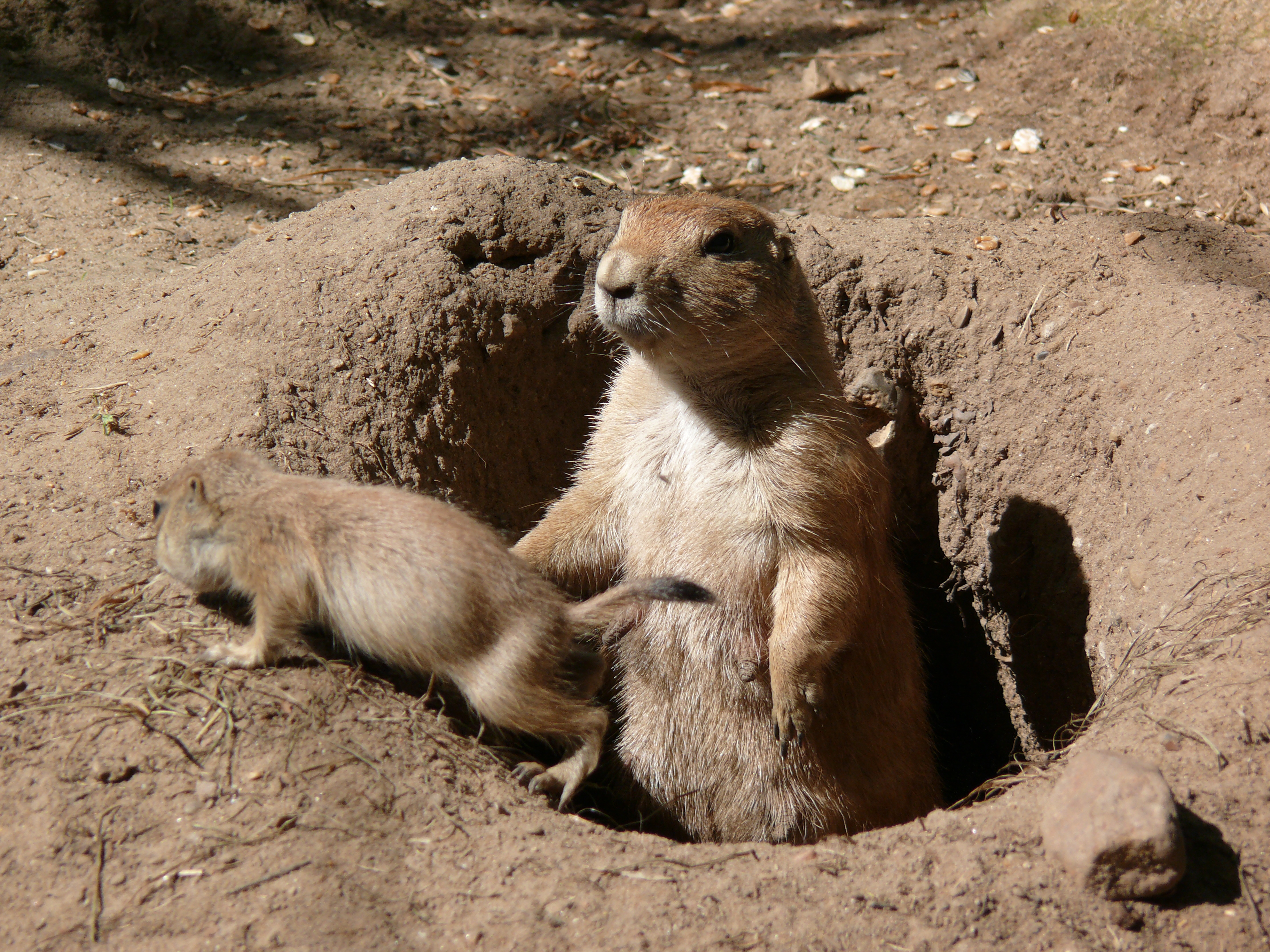
Schwarzschwanz-Präriehund am Bau mit Jungtier

Mehr als ein Jahr alte und adulte Schwarzschwanz-Präriehunde haben eine Kopf-Rumpf-Länge von 28–33 cm und eine Schwanzlänge von 7–11,5 cm. Die Gesamtlänge beträgt 35,5–41,5 cm, aufgerichtet erreichen sie eine Höhe von etwa 30 cm. Das Gewicht von 253–1390 Gramm variiert jahreszeitlich, die Männchen sind gewöhnlich 5 %–15 % schwerer als die Weibchen.
Abgesehen von seltenen Albinos ist die Oberseite der Schwarzschwanz-Präriehunde braun oder rötlich braun, die Unterseite weißlich. Manchmal ähnelt die Fellfarbe durch das Graben der Farbe des Bodens. Das Fell wird zweimal im Jahr gewechselt, der Wechsel dauert etwa zwei Wochen. Die meisten Haare sind im Winter an der Basis schwarz, dann blass gelbbraun, mit subterminalem zimtfarbenen Band und weißer Spitze. Im Sommer sind die meisten Haare an der Basis schwarz, dann weißlich, anschließend zimtfarben, gefolgt von einem subterminalen gelbbraunem Band und schmal schwarzer Spitze. Die Sommerhaare sind mit zahlreichen, eher längeren, vollständig schwarzen oder zur Hälfte schwarzen Haare gemischt. Die Tasthaare und das letzte Schwanzdrittel sind schwarz.
Schwarzschwanz-Präriehunde haben fünf Finger mit schwarzen, etwas gekrümmten Krallen. Der kantige Kopf ist breit mit großen Augen, die Iris ist dunkelbraun.

## Verbreitung und Lebensraum
Schwarzschwanz-Präriehunde sind primär eine Tierart der Great Plains. Ursprünglich kamen sie vom Frenchman River Valley im extremen Süden der Provinz Saskatchewan in Kanada und von Montana in den USA nach Süden durch die westlichen und zentralen Great Plains zu den Desert Grasslands von Texas, New Mexico und Südosten von Arizona in den USA bis in das nordöstliche Sonora und nördliche Chihuahua in Mexiko vor. Die Art ist heute im Südosten von Arizona, im südwestlichen New Mexico und lokal in vielen anderen Gebieten des ursprünglichen Verbreitungsgebietes ausgerottet. Schwarzschwanz-Präriehunde kommen in isolierten Kolonien innerhalb des ursprünglichen Verbreitungsgebietes vor, viele davon in Nationalparks, State Parks und National Wildlife Refuge.
Schwarzschwanz-Präriehunde bewohnen trockenes, flach oder leicht abfallendes, offenes Grasland mit niedriger, relativ spärlicher Vegetation, einschließlich von Rindern überweideten Flächen. In einigen Gebieten kommt die Art auch in unbebauten Grundstücken an Stadträndern vor. Ihr Habitat umfasst mit Langgras-, Mixedgras- und die Kurzgrasprärie alle Grünlandarten.

## Lebensweise
Schwarzschwanz-Präriehunde sind tagaktiv und halten wie die Mexikanischen Präriehunde, im Gegensatz zu anderen Arten, keinen Winterschlaf. Bei extrem kaltem Wetter bleiben sie allerdings manchmal für mehrere aufeinanderfolgende Tage unter der Erde. Präriehunde leben in sorgfältig ausgearbeiteten Erdhöhlen. Die Gänge haben typischerweise einen Durchmesser von 10 bis 30 cm und sind gewöhnlich 5–10 m lang und ein bis zwei Meter tief. Es gibt mehrere elliptische, mit trockenem Gras ausgepolsterte Kammern, bei den Schwarzschwanz-Präriehunden ist jede Kammer annähernd 30 cm hoch mit einer Weite von 50 cm.
Mit etwa zwei Jahren sind Schwarzschwanz-Präriehunde geschlechtsreif, gewöhnlich findet die erste Kopulation im zweiten Februar oder März nach der Geburt statt. Nach einer Tragzeit von 33–38 Tagen werden bis zu acht Junge geboren.

### Sozialstruktur

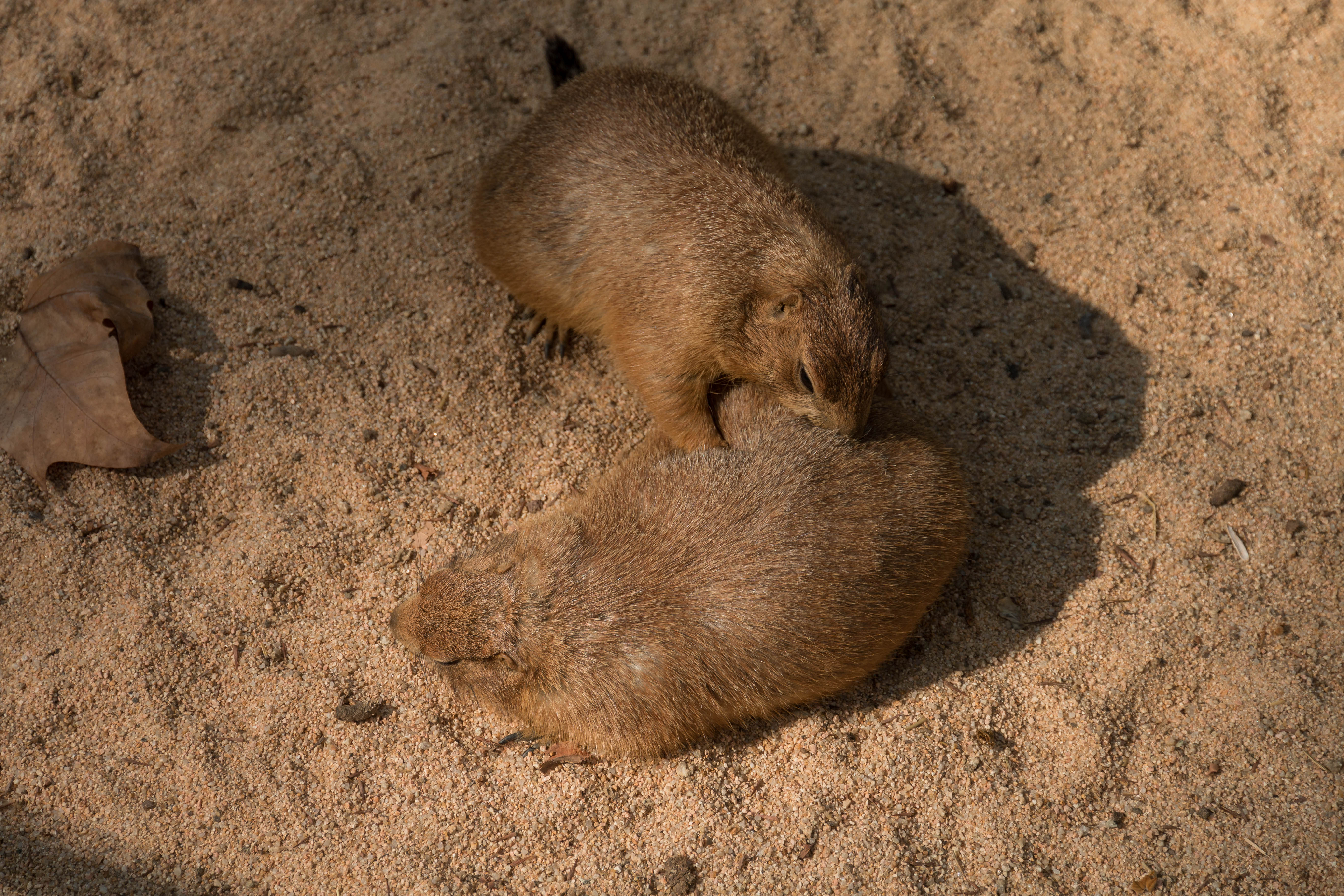
Zwei Schwarzschwanz-Präriehunde bei der Fellpflege

Präriehunde sind soziale, gregäre Tiere die in Kolonien, auch Städte genannt, leben. Die größte Kolonie soll sich um 1900 bei Vernon Bailey in Texas befunden und auf einer Fläche von 100 auf 250 Meilen annähernd 400 Millionen Individuen gezählt haben. Die größte heutige Kolonie mit etwa 15.000 ha liegt in der Nähe von Janos, Mexiko. Die meisten bestehenden Kolonien sind durch Landwirtschaft und Stadtentwicklung fragmentiert, die Populationsdichte variiert von 5 bis 35 Tieren pro Acre. Die Familieneinheiten, Cliquen (coteries) genannt, bestehen aus einem Männchen, bis zu fünf Weibchen und ihren Jungen.

### Nahrung
Die Nahrung der Schwarzschwanz-Präriehunde variiert je nach Jahreszeit. Sie ernähren sich im Sommer von Süßgräsern wie Kammquecken (Agropyron), Bouteloua Arten und Büffelgras (Buchloe dactyloides), von Chrysothamnus Arten und Sphaeralcea coccinea. Im Winter fressen sie Opuntien Arten, Kratzdisteln und unterirdische Wurzeln. Bei der Art treten auch Fälle von Kannibalismus auf. Schwarzschwanz-Präriehunde töten und fressen konspezifische Jungtiere. Gefressen werden auch Artgenossen die unter der Erde verenden.
Der Wassergehalt der Nahrung ist für den täglichen Wasserbedarf ausreichend, aber auch Stoffwechselwasser trägt zur Deckung des Bedarfs bei.

## Systematik
Vor 1975 wurden zwei Unterarten nach Hollister (1916) anerkannt:
- Cynomys ludovicianus ludovicianus
- Cynomys ludovicianus arizonensis Mearns 1890

Basierend auf morphometrischen Analysen kam Pizzimenti (1975) zu dem Schluss, dass es keinen Grund gibt Unterarten zu befürworten. Hoffmeister (1986) folgte der Empfehlung, so dass Cynomys ludovicianus als monotypisch gilt.

## Gefährdung
Auf Grund des sehr großen Verbreitungsgebietes, der geschätzten mehreren Millionen Individuen und da die Population nicht so schnell zurückgeht, dass eine Einstufung in eine höhere Kategorie gerechtfertigt wäre, wird der Schwarzschwanz-Präriehund von der International Union for Conservation of Nature and Natural Resources (IUCN) als nicht gefährdet (Least Concern, LC) eingestuft.